# Abala (Cameroun)
Pour les articles homonymes, voir Abala.
Abala est un village du Cameroun situé dans le département du Haut-Nyong et la région de l'Est. 
Il fait partie de la commune d’Angossas.

## Population
En 1966-1967, on y a dénombré 96 habitants.
Lors du recensement de 2005, Abala comptait 126 habitants.

## Infrastructure
Selon le Plan Communal de Développement d’Angossas (2012), Abala fait partie du secteur avec les difficultés d’accès à l’énergie électrique, à l’eau potable et aux produits pétroliers. Donc dans le but d’améliorer les conditions de vie des locaux, PCD (Plans Communaux de Développement) a planifié la construction d'un puits et l'aménagement de deux sources d'eau. 
Par ailleurs, un développement de l'exploitation des carrières de sable et de pierre a été également encadré pour Abala.